# Mariana Solomon
Mariana Solomon (cunoscută și sub numele Mariana Sârbu, n. 8 septembrie 1980, Nehoiu, România) este o fostă atletă română, specializată în triplusalt.

## Carieră
S-a apucat de atletism în 1990. Prima ei performanță notabilă a fost medalia de argint la Campionatul Mondial de Juniori (sub 20) din 1998 de la Annecy.  Anul următor ea a devinit vicecampioană europeană la Campionatul European de Juniori (sub 20) de la Riga.
La Universiada din 2003 de la Daegu a câștigat medalia de bronz, stabilind un nou record personal cu o săritură de 14,09 m. În 2004 a participat la Jocurile Olimpice. Pe Stadionul Olimpic din Atena a stabilit un nou record personal cu o săritură de 14,42 m. Totuși nu a reușit să se califice în finală.
În 2004 ea a primit Medalia „Meritul Sportiv” clasa a II-a.

## Realizări
| An   | Competiție                               | Locație              | Loc | Note    |
| ---- | ---------------------------------------- | -------------------- | --- | ------- |
| 1998 | Campionatul Mondial de Juniori (sub 20)  | Annecy, Franța       | 2   | 13,75 m |
| 1999 | Campionatul European de Juniori (sub 20) | Riga, Letonia        | 2   | 13,39 m |
| 2001 | Campionatul European de Tineret (sub 23) | Amsterdam, Olanda    | 15  | 12,26 m |
| 2003 | Universiade                              | Daegu, Coreea de Sud | 3   | 14,09 m |
| 2004 | Campionatul Mondial în sală              | Budapesta, Ungaria   | 15  | 14,13 m |
| 2004 | Jocurile Olimpice                        | Atena, Grecia        | 16  | 14,42 m |
| 2005 | Campionatul European în sală             | Madrid, Spania       | 14  | 13,55 m |
| 2006 | Campionatul Mondial în sală              | Moscova, Rusia       | 15  | 13,73 m |

## Recorduri personale
| Probă              | Performanță | Dată             | Locație   |
| ------------------ | ----------- | ---------------- | --------- |
| Triplusalt         | 14,42 m     | 21 august 2004   | Atena     |
| Triplusalt în sală | 14,29 m     | 29 ianuarie 2005 | București |